# Alluaudomyia sophiae
Alluaudomyia sophiae är en tvåvingeart som beskrevs av Stam 1964. Alluaudomyia sophiae ingår i släktet Alluaudomyia och familjen svidknott.
Artens utbredningsområde är Kongo. Inga underarter finns listade i Catalogue of Life.